# 沙生冰草
沙生冰草（学名：Agropyron desertorum）是一种禾本科植物。这种植物分布于欧亚大陆的温带草原区。例如中国吉林、辽宁省西部、内蒙古、山西、甘肃、新疆等省区；此外，蒙古及苏联也有分布。